# Atopophysa opulens
Atopophysa opulens là một loài bướm đêm trong họ Geometridae.